# Harrsjön, Västerbotten
Harrsjön är en sjö i Skellefteå kommun i Västerbotten och ingår i Jävreån-Åbyälvens kustområde. Sjön har en area på 0,299 kvadratkilometer och ligger 33 meter över havet. Sjön avvattnas av vattendraget Harrbäcken.

## Delavrinningsområde
Harrsjön ingår i det delavrinningsområde (723148-176084) som SMHI kallar för Mynnar i havet. Medelhöjden är 56 meter över havet och ytan är 14,62 kvadratkilometer. Det finns inga avrinningsområden uppströms utan avrinningsområdet är högsta punkten. Avrinningsområdets utflöde Harrbäcken mynnar i havet. Avrinningsområdet består mestadels av skog (83 procent). Avrinningsområdet har 0,3 kvadratkilometer vattenytor vilket ger det en sjöprocent på 3,9 procent.